# Schlotheimia wallisii
Schlotheimia wallisii är en bladmossart som beskrevs av C. Müller 1872. Schlotheimia wallisii ingår i släktet Schlotheimia och familjen Orthotrichaceae. Inga underarter finns listade i Catalogue of Life.